# والابی صخره گادمن
والابی صخره گادمن (نام علمی: Petrogale godmani) گونه‌ای کیسه‌دار عضو سرده صخره‌راسوها از تیره درازپایان است که در شمال و شمال شرقی کوئینزلند در استرالیا زندگی می‌کند. والابی صخره گادمن همچون دیگر والابی‌ها شب‌زی و گیاه‌خوار است.